# Łazar Jaworkowski
Łazar Jaworkowski (łot. Lazars Javorkovskis; ur. 1910, zm. 1995) – łotewski lekarz hematolog, wykładowca. 

## Życiorys
W latach 30. uzyskał dyplom lekarza medycyny na Uniwersytecie Łotewskim, po czym pracował jako lekarz w Rydze (1935–1940). W czasie II wojny światowej więziony na terenie getta ryskiego, później umieszczony w obozach w Kaiserwaldzie (koło Rygi), Stutthofie i Magdeburgu (sekcja KL Buchenwald). Po zakończeniu wojny ponownie pracował jako lekarz w Rydze, był dyrektorem oddziału w Republikańskim Szpitalu Klinicznym w stolicy. W 1959 założył pierwszy oddział hematologiczny na Łotwie w tejże placówce. W 1965 uzyskał stopień doktora medycyny, a od 1962 do 1972 pracował jako wykładowca Ryskiego Instytutu Medycznego. W 1992 przyznano mu honorowe członkostwo w Łotewskiej Akademii Nauk. 